# 奇黴素
奇黴素（英語：Spectinomycin），一名大觀黴素，通常以曲必星(Trobicin)為名販售，係為一種用以治療淋病感染症狀的抗生素。投藥方式是注射進肌肉以發揮藥效。
常見的副作用包含注射處疼痛、起疹子、噁心、發燒及睡眠障礙，也可能產生嚴重的過敏反應；孕婦使用此藥通常是安全無虞的，對盤尼西林或頭孢菌素過敏者亦可使用。奇黴素隸屬於氨基環多醇族，運作方式是藉由停止生成蛋白質以遏止特定細菌。
奇黴素於1961年被發現。它被列入世界衛生組織基本藥物標準清單，是基層衛生系統中最重要的藥物之一。批發價大約是5美元每劑，而在美國境內並不流通。奇黴素係利用壯觀黴素所製造出來的。

## 醫學用途
一般以肌肉注射為使用途徑，用以治療淋病，可做為對盤尼西林過敏者的替代用藥。在美國已經不再使用此抗生素。

## 副作用
副作用包括癢、發冷、胃痛、紅疹。